# Шутько Єгор Йосипович
Єго́р Йо́сипович Шутько́ (12 жовтня 1924 — 21 вересня 1944) — навідник станкового кулемета 804-го стрілецького полку (229-а стрілецька дивізія, 54-а армія, 3-й Прибалтійський фронт), комсомолець, червоноармієць, Герой Радянського Союзу.

## Біографія
Єгор Шутько народився в селі Гороховатка Борівського району Харківської області 12 жовтня 1924 року. Українець. Потім жив у радгоспі «20 років жовтня», який розташований у селі Першотравневе Борівського району. Закінчив 9 класів.
У березні 1943 року був призваний Борівським райвійськкоматом до Червоної Армії.
На фронтах німецько-радянської війни з 1943 року. Брав участь у бойових діях на 3-му Українському, 2-му і 3-му Прибалтійському фронтах. У боях двічі поранений легко і один раз поранений важко.
Загинув 21 вересня 1944 року, кинувшись з гранатою під німецький танк.
Похований у військовому похованні на південь від хутора Булі Звартавскої волості Валкського району Латвії 

## Нагороди
Указом Президії Верховної Ради СРСР від 24 березня 1945 року рядовому Шутьку Єгору Йосиповичу присвоєно звання Героя Радянського Союзу (посмертно).
Нагороджений орденом Леніна і медаллю «За відвагу».

## Пам'ять
- 26 квітня 1976 року в місті Алуксне (Латвія) була створена вулиця Єгора Шутька. Після 1991 року вона була перейменована на Рупнієцибас.
- У райцентрі Борова йому встановлено пам'ятник і його іменем названо вулицю.
- У селі Першотравневе Борівського району його іменем названо вулицю.